# Сонгюнгван
Это статья об учебном заведении прошлого. О современном университете см. Университет Сонгюнгван.
Академия конфуцианства Сонгюнгва́н, также Тхэха́к (태학, 太學) — древнейшее учебное заведение в Корее периодов поздней Корё и Чосона. Академия основана в 1398 году.

## История
В 992 году по повелению вана Сонджона было основано первое корейское высшее учебное заведение Кукчагам (국자감, 國子監). Первоначально в нём преподавали четыре дисциплины: конфуцианские произведения, каллиграфию, законы и счетоводство. Целью обучения была подготовка учащихся к государственной службе и к сдаче государственного экзамена на чиновничью должность. К экзаменам допускались только соискатели из числа дворян-«янбан», у которых была возможность посвящать много времени обучению.
Кукчагам был переименован в Сонгюнгван в июне 1304 года; затем перемещён в район Сонмунгван в 1367 году, в правление последнего корёсского вана — Конмина.
После основания Чосона в 1392, ван Тхэджо повелел переместить Сонгюнгван в столицу — Хансон (ныне Сеул).
Обучение велось преимущественно на старинном китайском языке вэньянь, так как учащиеся должны были изучать конфуцианские тексты и их толкования. Письменные работы на корейском языке использовали ханча.

### XIX век
В 1894 году, во время правления вана Кочжона, произошла реформа Кабо: национальные государственные экзамены были отменены. В 1895 году Сонгюнгван был преобразован в университет современного типа с трёхгодичным обучением.

### XX век
В колониальную эпоху (между 1910 и 1945 годами) корейское высшее образование было запрещено, а японское образование было принудительным по всей стране. Сонгюнкван был переименован в Кёнхагвон (경학원, 經學院) и работал как частное учреждение.
В 1946 году, после получения Кореей независимости, Сонгюнгван был возрождён на средства конфуцианцев мира. Ныне университет Сонгюнгван является одним из престижных частных университетов Южной Кореи.
Во время Корейской войны многие здания Сонгюнгвана были разрушены.

## В популярной культуре
Как и в других конфуцианских учебных заведениях, в Сонгюнгване могли обучаться только мужчины. В популярном южнокорейском телесериале «Скандал в Сонгюнгване» (2010 год, KBS2) рассказывается вымышленная история об обучении девушки в этом университете в эпоху правления вана Чонджо.